# 佐々木義清

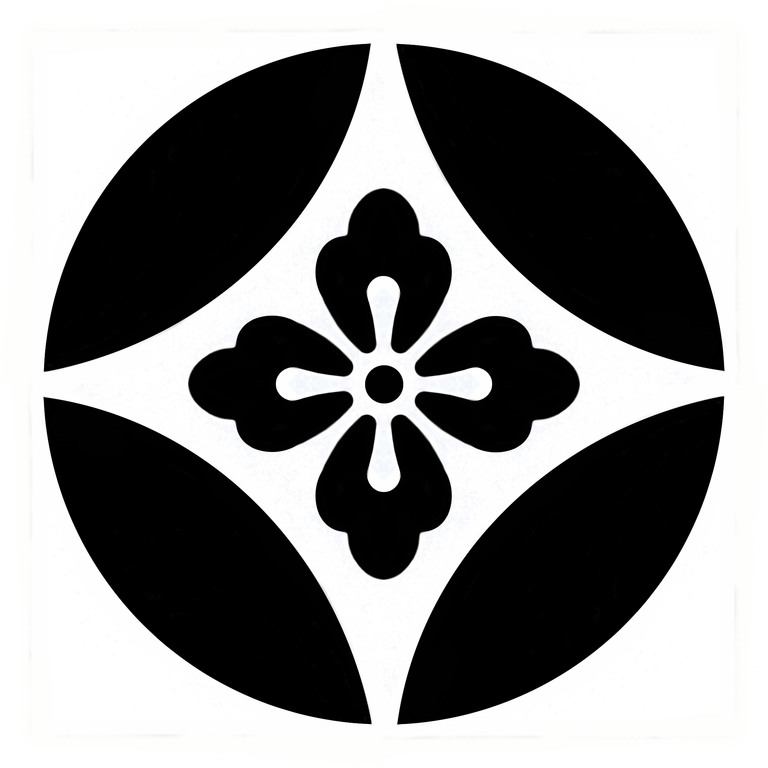
花輪違（七宝に花角）

佐々木 義清（ささき よしきよ）は、平安時代末期から鎌倉時代初期の佐々木一族の武将。鎌倉幕府御家人。佐々木秀義の五男。出雲源氏の祖。

## 生涯

### 生い立ち
父・佐々木秀義が平治元年（1159年）の平治の乱に敗れ、奥州へと落ち延びる途中、相模国の渋谷重国に引き止められてその庇護を受け、渋谷重国の娘を娶って生まれたのが義清とその弟・厳秀である。義清は渋谷荘で生まれ育ち、大庭景親の娘と婚した後は、相模国大庭に住した。

### 頼朝の治承挙兵の頃
治承4年8月17日（1180年9月8日）源頼朝が伊豆で打倒平氏の兵を挙げると、異母兄である定綱・経高・盛綱・高綱らは頼朝の元に参陣したが、義清は母方の祖父・渋谷重国とともに、平氏方の大将で舅である大庭景親のもとに参陣。8月23日癸卯（1180年9月14日）の石橋山の戦いでは頼朝の敵方として戦った。その後、10月には富士川の合戦ののち頼朝方に転じたが、義清が当初敵方であったため頼朝から信頼されておらず、同年12月26日甲辰（1181年1月13日）、義清は兄・盛綱の元に身柄を預けられた。しかしまもなく許され、近江守護となった父・秀義に従って行動した。

### 合戦と忠勇
元暦元年8月2日戊午（1184年9月8日）、伊賀平氏残党による三日平氏の乱に際し、伊賀国守護・大内惟義が敗れると、秀義・義清父子は直ちに甲賀郡の軍勢を率いて出陣した。この時、秀義は流れ矢に当り戦死している。
文治5年7月19日（1189年9月1日）、源頼朝が奥州の藤原泰衡を征伐するために鎌倉を進発すると、義清はこの奥州合戦に、兄・佐々木盛綱とともに従軍。この合戦での働きにより、義清は鎌倉幕府の有力御家人の一人ととして認められることになった。

### 幕府の御家人として
建久元年11月7日丁巳（1190年12月5日）の頼朝の入洛に際しては「先陣四十一番」を務め、建久3年11月25日甲午（1192年12月31日）では、将軍家の永福寺供養の後陣随兵を務めた。
建久4年5月8日（1193年6月8日）、頼朝が富士野・藍沢の夏狩のため、駿河国に赴いた時、義清は兄・佐々木盛綱、祖父・渋谷重国らと共に供奉。建久5年8月8日（1194年8月25日）、頼朝が相模国の日向薬師に参詣した時には、先陣の随兵は畠山重忠以下、八田知重、足立遠元、小山朝政らが務め、御後は葛西清重、八田知家、佐々木経高ら、後陣の随兵は武田信光、小山宗政、新田忠常、佐々木義清らが務めている。また、11月21日（1195年1月4日）、御霊社（現・御霊神社）前浜で小笠懸が行われた時、兄・佐々木盛綱とともに、佐々木義清らが射手を務めた。
建久6年3月10日（1195年4月21日）、頼朝の東大寺参詣に供奉。正治2年10月10日（1200年11月18日）、源頼家が貢金五百両・馬二十疋を京都に奉った時、義清がその使者を務めた。着実に幕府の信頼を得た義清は、建永元年11月20日（1206年12月21日）には将軍・源実朝の御出の事を奉行するよう命ぜられる。

### 乱闘事件の鎮圧
建暦2年6月7日（1212年7月6日）丑の刻、鎌倉御所の侍所の宿直の侍らが乱闘を起し、伊達為家と萩生右馬允が負傷し、その二人の郎党がそれぞれ死亡した。鎌倉中が騒然として御家人らが馳せ参じたが、義清は犯人を捕えて身柄を引き渡した。翌日、伊達は佐渡国へ、萩生は日向国へ配流されている。この事件の結果、翌7月には御所の侍所を造り替えるよう北條義時、中原広元らが沙汰を下し、千葉介成胤に命じて造り替えた。

### 和田義盛の乱
建暦3年5月2日（1213年5月23日）、執権・北条義時の度重なる挑発に対し、和田義盛は謀叛を起して北條氏を討たんと、和田一族150騎を率いて鎌倉の将軍御所を急襲（和田合戦）。御家人らが防いで乱戦となり、義盛の三男・朝夷名義秀が御所に火を放ったため、御所内の建物は一宇残らず焼け落ちた。将軍・源実朝は頼朝の法華堂に避難。合戦は続いたが、明け方になり、義盛らは矢もなくなり疲労したため一旦退却した。翌3日（1213年5月24日）、横山党の来援を得た和田勢は、再び御所を襲おうと進軍したが、若宮大路御所を北條泰時と時房が守りを固めて防ぎ、町大路は足利義氏、名越は源頼茂、大倉御所（現・神奈川県鎌倉市二階堂、西御門、雪ノ下3丁目の地域）は佐々木義清と結城朝光が陣を張って防いだため、和田勢はこれを破ることができなかった。そこで、由比ヶ浜と若宮大路で合戦が起きた。義清は、手傷を負いながらも敵方数輩を討取っている。
建保7年1月27日（1219年2月13日）、将軍・源実朝が右大臣拝賀のため鶴岡八幡宮にお参りになられる時、義清が将軍の調度懸として供奉した。この時「佐々木五郎左衛門尉義清」として名が見え、建暦3年（1213年）から建保7年（1219年）の間において「左衛門尉」に補任されたとみられる。

### 承久の変以降
承久の変の後、幕府への積年の功が認められ、隠岐・出雲両国の守護職に任ぜられた。その為、承久3年7月13日（1221年8月2日）、後鳥羽上皇が隠岐国に移られる時、これに供奉して下向している。さらに国司として、元仁2年1月28日（1225年3月8日）、出雲守に補任され、嘉禄3年3月21日（1227年4月8日）には、隠岐守にも補任された。義清の下向は一時的なもので、後鳥羽上皇の隠岐行幸を見守った後、ほどなくして鎌倉へ戻ったと思われ、安貞2年10月15日乙卯（1228年11月13日）、将軍・藤原頼経が小山朝政邸を方違した時、騎馬にて供奉している。
その後、『明月記』の貞永2年3月4日（1233年4月14日）條には、義清の嫡男・佐々木政義が、隠岐国守護職として記されているため、政義にその職を譲ったとみられ、また政義は『吾妻鏡』天福元年6月20日（1233年7月28日）條に出雲国守護としてみえることから、これも彼に譲ったと考えられる。義清は「隠岐入道」と名乗り、武蔵大路に邸を構えていたが、延応元年12月29日甲子（1240年1月24日）火災により周辺の数十軒とともに焼失している。

### 晩年
『吾妻鏡』には、宝治元年12月29日戊申（1248年1月26日）、京都大番役の交替が三ケ月と改められた時、義清が「隠岐前司」として「十三番勤」を命ぜられた記事を最後に登場しなくなる。義清の生没年は不確かながら、永暦2年（1161年）頃に生まれたとすると、宝治2年（1248年）で数え年88歳となり、その頃に没したと思われ、当時の武将としては長命な生涯であった。

## 所領と子孫
義清の出雲・隠岐守護職は、初め長男政義が相続したが、幕府に無断で出家したため没収され、政義の弟・泰清に改めて下し置かれた。泰清の子孫は隠岐・出雲の各地に分封されて土着し、塩冶氏、富田氏、高岡氏、古志氏などの出雲源氏と称される勢力となった。

## ゆかりの寺
- 浮浪山鰐淵寺 - 義清の菩提寺 - 島根県出雲市別所町148番地
- 天応山神門寺 - 義清の位牌所[28] - 島根県出雲市塩冶町821番地
- 解脱山光触寺 - 義清の開基と伝わる寺 兵庫県明石市大久保町大窪1213番地

## 補註
1. ↑  義清の娘婿で、出雲に住し義清の猶子となる。（『佐々木系図』）
2. ↑  『吾妻鏡』治承4年8月9日己丑條
3. 1 2 3 4 5 6  『宇多源氏佐々木氏系図（第1観）』千葉琢穂編、展望社、1990年、59-60頁
4. ↑  『吾妻鏡』治承4年8月17日丁酉條
5. ↑  『吾妻鏡』治承4年8月25日乙巳條
6. ↑  『吾妻鏡』治承4年12月26日甲辰條
7. 1 2 3 4 5 6 7  『吾妻鏡』
8. ↑  『吾妻鏡』文治5年7月19日丁丑條
9. ↑  『吾妻鏡』建久4年5月8日癸酉條
10. ↑  『吾妻鏡』建久5年8月8日丙申條
11. ↑  御霊神社、所在地：神奈川鎌倉市坂ノ下
12. ↑  『吾妻鏡』建久5年11月21日戊申條
13. ↑  『吾妻鏡』建久6年3月10日乙未條
14. ↑  『吾妻鏡』正治2年10月10日癸巳條
15. ↑  『吾妻鏡』建永元年11月20日丁酉條
16. ↑  伊達朝宗の男
17. ↑  『吾妻鏡』建暦2年6月7日辛巳條
18. ↑  『吾妻鏡』建暦2年6月8日條
19. ↑  『吾妻鏡』建暦2年7月2日條
20. 1 2  『吾妻鏡』建暦3年5月2日壬寅條
21. ↑  『吾妻鏡』建暦3年5月3日癸卯條
22. 1 2  『吾妻鏡』建保7年1月27日甲午條
23. ↑  『皇代暦』承久3年7月13日條
24. ↑  『明月記』元仁2年正月28日條
25. ↑  『明月記』嘉禄3年3月21日條
26. ↑  国司兼守護となっている。
27. ↑  『群書類従』による。
28. ↑  塩冶頼泰、塩冶貞清、塩冶高貞ら塩冶氏三代の墓と、義清の位牌がある。